# Plakina
Plakina is een geslacht van sponsdieren uit de klasse van de Homoscleromorpha.

## Soorten
- Plakina atka Lehnert, Stone & Heimler, 2005
- Plakina australis (Gray, 1867)
- Plakina bioxea Green & Bakus, 1994
- Plakina bowerbanki (Sarà, 1960)
- Plakina brachylopha Topsent, 1927
- Plakina coerulea Cedro, Hajdu & Correia, 2013
- Plakina corticioides Vacelet, Vasseur & Lévi, 1976
- Plakina corticolopha Lévi & Lévi, 1983
- Plakina crypta Muricy, Boury-Esnault, Bézac & Vacelet, 1998
- Plakina dilopha Schulze, 1880
- Plakina elisa (de Laubenfels, 1936)
- Plakina endoumensisMuricy, Boury-Esnault, Bézac & Vacelet, 1998
- Plakina fragilis Desqueyroux-Faúndez & van Soest, 1997
- Plakina jamaicensis Lehnert & van Soest, 1998
- Plakina jani Muricy, Boury-Esnault, Bézac & Vacelet, 1998
- Plakina microlobata Desqueyroux-Faúndez & van Soest, 1997
- Plakina monolopha Schulze, 1880
- Plakina muricyae Cruz-Barraza, Vega & Carballo, 2014
- Plakina pacifica Desqueyroux-Faúndez & van Soest, 1997
- Plakina paradilopha Cruz-Barraza, Vega & Carballo, 2014
- Plakina reducta (Pulitzer-Finali, 1983)
- Plakina tanaga Lehnert, Stone & Heimler, 2005
- Plakina tetralopha (Hechtel, 1965)
- Plakina tetralophoides Muricy, Boury-Esnault, Bézac & Vacelet, 1998
- Plakina topsenti (Pouliquen, 1972)
- Plakina trilopha Schulze, 1880
- Plakina versatilis (Schmidt, 1880)
- Plakina weinbergi Muricy, Boury-Esnault, Bézac & Vacelet, 1998